# 카네이션
카네이션(영어: carnation)은 석죽목 석죽과에 속하는 여러해살이풀이다.
지중해 연안 지역 원산으로 추측되지만, 2000여 년 동안 세계 곳곳에서 길러서 여러 곳에 퍼져 있으므로 정확한 원산지를 알 수 없다. 여러해살이풀이다. 키는 80cm에 이른다. 잎은 길이 15cm를 넘지 않으며 길쭉하다.
장미.국화.튤립과 함께 세계 4대 절화(切花)로 취급한다. 원래 봄과 여름에 하루의 햇볕을 죄는 시간이 길어지고 온도가 높아지면서 꽃이 피는 종이지만 중국계 패랭이꽃과 교잡하여 오랫동안 개량과정을 거치면서 사계절 내내 꽃이 피는 품종이 만들어졌다. 꽃은 취산꽃차례에 한 개에서 다섯 개씩 모여 핀다. 꽃의 지름은 3–5 cm이다. 달콤한 냄새가 나고 원래 꽃의 색깔은 연분홍을 띤 자주색이다. 재배종의 색깔은 흰색부터 붉은색, 녹색 등 다양하게 개발되었다.카네이션은 미국의 한 여성에 의해 어머니에 대한 사랑을 상징하는 꽃이 되었다

## 사용
카네이션은 특히 어머니날과 아버지날에 쓰기도 한다. 1907년 안나 자비스(Anna Jarvis)는 어머니의 날의 상징으로 카네이션을 택했는데 그 까닭은 그녀의 어머니가 가장 좋아했던 꽃이었기 때문이다. 이러한 전통은 미국과 캐나다에서 5월 둘째 주 일요일에서 관찰할 수 있다. 안나 자비스는 흰 카네이션을 선택한 까닭으로, 어머니의 사랑의 순수성을 드러내고 싶었기 때문이다.
대한민국에서는 어버이날과 스승의 날 등에 기념화로 쓰기도 한다.
카네이션 혁명을 상징하는 꽃이기도 하다.

## 상징

### 전통적인 의미
카네이션은 대부분 사랑, 매혹, 그리고 특별함을 표현하지만 색에 따라 많은 차이가 있다.
붉은 장미와 같이 붉은 카네이션은 사회주의와 노동 운동의 상징으로 사용될 수 있으며, 역사적으로도 국제노동절(5월 1일) 시위에 자주 사용되어 왔다.
중국에서 카네이션 꽃은 결혼식에서 가장 많이 사용되는 꽃이다.
포르투갈에서는 1974년에 권위주의적인 에스타도 노보 정권이 전복되었을 때 밝은 빨간색 카네이션이 사용되었으며, 이 사건은 카네이션 혁명으로 알려져 있다.
옅은 빨간색 카네이션은 감탄사를, 진한 빨간색은 깊은 사랑과 애정을 나타낸다.
흰색 카네이션은 순수한 사랑과 행운을 상징하고 줄무늬 카네이션은 사랑을 나눌 수 없는 아쉬움을 상징한다.
보라색 카네이션은 변덕스러움을 나타낸다. 프랑스에서는 사랑하는 사람의 죽음을 애도하기 위해 주는 전통적인 장례 꽃이다.
카네이션은 1월에 태어난 사람들의 탄생화이기도 하다.